# Chrysolina erzinica
Chrysolina erzinica là một loài bọ cánh cứng trong họ Chrysomelidae. Loài này được Mikhailov miêu tả khoa học năm 2002.